# چهره سکوت
«چهرهٔ سکوت» (انگلیسی: The Look of Silence) فیلم مستند به کارگردانی جاشوآ اوپنهایمر است که در سال ۲۰۱۴ تولید شد. این مستند ۹۰دقیقه‌ای، همچون فیلم قبلی اوپنهایمر، یعنی عمل کشتن، به کودتا و کشتارهای ضدکمونیستی اندونزی در سال ۱۹۶۵ میلادی می‌پردازد.

## خلاصهٔ طرح فیلم
عینک‌ساز دوره‌گردی برای قصابان سابق و مسئولان امروز اندونزی عینک می‌سازد و در خلال دیدار و گفتگوهایش با آنها که اکنون پیرمردانی سالخورده‌اند، از قربانیان‌شان می‌پرسد که برادر بزرگش هم یکی از آنها بوده است. فرماندهان سابق فجایع با افتخار خاطرات کشتارهایشان را بازگو می‌کنند و شرح جزئیات وقایع و ولع جلادان در روایت جنایت‌هاشان، شخصیت اصلی مستند و بیننده را به شدت متأثر ساخته و همزمان از یکی از بزرگترین جنایت‌های مسکوت قرن بیستم پرده برمی‌دارد.